# Blue Beach (Nowa Szkocja)
Blue Beach – plaża (beach) w kanadyjskiej prowincji Nowa Szkocja, w hrabstwie Kings, na wschód od miasta Kentville (45°06′04″N, 64°13′00″W); nazwa urzędowo zatwierdzona 5 lipca 1951.